# Traité de Berlin (1742)
Le traité de Berlin est un traité entre l'archiduchesse Marie-Thérèse d'Autriche, qui était également reine de Bohême, et le roi de Prusse Frédéric le Grand, signé le 28 juillet 1742 à Berlin. C'est le traité de paix officiel qui confirme l'accord préliminaire conclu avec la médiation anglaise par le traité de Breslau du 11 juin, et qui met officiellement fin à la Première guerre de Silésie. 

D'après l'article 5 du traité, 

« pour éviter de nouveaux litiges frontaliers, Sa Majesté la Reine de Hongrie et Bohême par le présent traité, pour l'éternité et en toute souveraineté et indépendance cède à Sa Majesté le Roi de Prusse à la fois Basse-Silésie et Haute-Silésie, notabene, sauf pour le Duché de Teschen et la ville de Troppau. »

## Contenu du traité

Silésie autrichienne comprenant les terres ducales de Neisse (jaune), Troppau (rouge) avec Jägerndorf (bleu) et Teschen (orange).

Marie-Thérèse cède la majeure partie de la Silésie avec le comté de Kladsko à Frédéric le Grand, à l'exception des districts du duché de Troppau, situés au sud de la rivière Opava, y compris la partie sud de l'ancien duché de Jägerndorf, dont la possession avait été un prétexte à l'invasion de Frédéric. Le duché de Neisse tenu par les évêques de Breslau est également divisé, la ville-forteresse de Nysa et la plus grande partie nord du territoire tombant en Prusse. L'Autriche conserve tout le duché de Teschen (Haute-Silésie), dirigé par le mari de Marie-Thérèse, François de Lorraine, grand-duc de Toscane. Les autres territoires des Habsbourg sont incorporés dans les terres de la couronne de la Silésie autrichienne.
En contrepartie, la Prusse quitte la coalition anti-Habsbourg qu'elle avait forgée avec la France, l'Espagne, la Suède, Naples et les électorats de Bavière, de Saxe et de Cologne. Il rembourse également des dettes d'environ 1,7 million de florins que l'Autriche a contractées auprès de son allié la Grande-Bretagne. Le roi George II de Grande-Bretagne sert de garant. 
Avec son gain de territoire, Frédéric agrandit le territoire prussien d'un tiers, atteignant le statut de grande puissance européenne et initiant la rivalité centenaire entre l'Autriche et la Prusse (de). Cependant, l'ancien allié de la Prusse, le roi Louis XV de France, est bouleversé par cet accord de paix qui donne aux forces unifiées autrichiennes, britanniques et hanovriennes une main libre pour écraser les troupes françaises lors de la bataille de Dettingen en 1743. Cet épisode conduira notamment à la révolution diplomatique de 1756. L'empereur Charles VII, rival de Marie-Thérèse à Wittelsbach, déserté et humilié, reste exilé à Francfort tandis que son électorat bavarois est resté sous occupation autrichienne. 
La paix sera de courte durée, les deux parties se préparant à la seconde guerre de Silésie, ouverte par Frédéric marchant contre Prague en août 1744.

## Voir également
- Province de Silésie
- Guerres de Silésie